# سایه‌های هجوم
سایه‌های هجوم فیلمی به کارگردانی و نویسندگی احمد امینی ساختهٔ سال ۱۳۷۱ است.

## خلاصه داستان
جلال و خانواده‌اش که در منطقه‌ای مرزی در خوزستان زندگی می‌کنند با شروع جنگ ایران و عراق و مهاجرت همسایه‌ها تنها می‌مانند. هانیه، همسر دوم جلال، که در برقراری ارتباط با علی، فرزند جلال از همسر اولش، با مشکل روبه‌رو است از شوهرش به اصرار می‌خواهد که به منطقهٔ امنی مهاجرت کنند. جلال ناگزیر می‌پذیرد، اما در بین راه انفجارهای پیاپی آن‌ها را ناگزیر می‌سازد به خانه بازگردند. تلاش مجدد آن‌ها برای گریز از مهلکه به نتیجه نمی‌رسد، تا این که نیمه‌های شب پنج سرباز عراقی راه گم کرده وارد حریم خانهٔ آن‌ها می‌شوند. جلال مصمم به مقابله است، اما فشنگ‌های تفنگ قدیمی‌اش را در وانتش جا گذاشته. علی برای آوردن فشنگ‌ها از خانه خارج می‌شود و عراقی‌ها او را به اسارت می‌گیرند. هانیه موفق می‌شود به فشنگ‌ها دست یابد، و جلال سربازان دشمن را به کمک هانیه از پا درمی‌آورد و خودش زخمی می‌شود. صبح روز بعد علی، خشنود از حوادث شب قبل، هانیه را به عنوان مادرخوانده می‌پذیرد و همگی راه جاده‌ای را برای رسیدن به منطقه‌ای امن در پیش می‌گیرند.

## بازیگران
- مجید مظفری
- سیما تیرانداز
- میلاد عراقی
- یوسف صادق
- شیوا معبود
- گلنوش دهقانی
- مهدی محمدی
- بیژن موسوی
- عظیم محمدی
- بهزاد معصومی
- نیکی مظفری
- آرش اختری راد
- محمد بدلی